# アブミ骨筋
アブミ骨筋（アブミこつきん、英語：Stapedius muscle、ラテン語：Musculus stapedius）は、耳小骨筋のひとつである。錐体腔の壁で起始し、耳小骨（アブミ骨頸の後面）に停止する。顔面神経に支配され、鼓膜張筋とともに音を調節し、小さくする。顔面神経麻痺では、音を調節できないため、音が大きくなり、耳鳴りを訴える。